# Такерей, Бал
Бал Кешав Такерей (маратхи बाळ केशव ठाकरे; англ. Balasaheb Keshav Thackeray; 23 января 1926, Пуна — 17 ноября 2012, Мумбаи), известен также как Баласхеб Такерей, иногда Бала Тхакре — индийский журналист и ультраправый политик. Основатель и бессменный лидер влиятельной маратхской индуистской партии «Шив сена» (1966—2012). Крайний националист, активный антикоммунист и антиисламист. Обладал серьёзным политическим и административным влиянием в штате Махараштра, во второй половине 1990-х контролировал региональное правительство. Считается авторитетным идеологом индийских правонационалистических сил. Последователи дали Такерею прозвище «император индуистских сердец». В 2000 году «Би-би-си» назвало его «некоронованным монархом Махараштры».

## Ультраправый националист

### Начало в журналистике
Родился в семье известного писателя и общественного деятеля Кешава Такерея, выступавшего за создание самоуправляемой маратхской общности со столицей в Бомбее. С юности Такерей-младший проникся этой идеей. В 1960 году, после кровопролитных столкновений, штат Бомбей был разделён по языковому признаку на Махараштру и Гуджарат. Создание маратхской Махараштры явилось победой движения, в котором участвовали отец и сын Такереи.
В молодости Бал Такерей работал художником-карикатуристом в бомбейском издании Free Press Journal. В 1960 он стал издавать ежедневную газету Marmik. В редакции сотрудничал с профсоюзным активистом Джорджем Фернандесом — видным деятелем социалистической оппозиции, будущим многократным министром. Правый националист Такерей и социалист Фернандес расходились в политических взглядах, но консолидировались как журналисты-профессионалы, оппозиционные правящему ИНК.
Впоследствии на базе Marmik были созданы партийные органы Saamana (язык маратхи) и Dopahar ка saamana (язык хинди), ставшие политическими рупорами Такерея.

### Во главе «Шив сена»
19 июня 1966 года Бал Такерей учредил партию «Шив сена». Идеологическими принципами партии являлись ультранационализм и антикоммунизм, главной практической задачей — обеспечение преимущественных прав коренных жителей региона и максимальное самоуправление штата. Партия активно противодействовала трудовой миграции в Мумбаи из других регионов страны — особенно Гуджарата и Северной Индии. Ораторские данные Такерея привлекли в «Шив сена» немалое количество безработной молодёжи. Партийные активисты совершали нападения на работодателей, устраивали избиения и поджоги, добиваясь приоритета при трудоустройстве для этнических маратхи.
«Шив сена», исповедовавшая идеологию хиндутва в крайней националистической версии, находилась в жёсткой оппозиции центральному правительству ИНК во главе с Индирой Ганди. В то же время партия вела активную борьбу с коммунистами, сумев вытеснить просоветскую КПИ и прокитайскую КПИ(М) из бомбейских профсоюзов. В противоборстве с коммунистами боевики «Шив сена» применяли насильственные методы. Предполагается, что на этом этапе «Шив сена» пользовалась негласной поддержкой ИНК, заинтересованного в ослаблении бомбейских коммунистических организаций.
В СССР именно «Шив сена» рассматривалась как «ударный отряд реакции» (информация о ней обычно подавалась в одном ряду с сообщениями о «религиозных фанатиках из секты Ананда марга»). Этому способствовали выступления Такерея в духе ультраправого радикализма.

Да, я диктатор. Нам ни к чему много лидеров. Индии не нужна демократия. Нужен свой Гитлер.

Бал Такерей (Бала Тхакре)

Позитивное отношение к Гитлеру со стороны Такерея высказывалось неоднократно:

Он был художником. Он обладал властью над толпой. Он был смельчаком. Да, он совершил много жестокостей, в нём были и хорошие, и плохие качества. Но я и сам имею и хорошие качества, и плохие.

Экстремистские установки и практика «Шив сена», равно как авторитарный стиль Такерея, не способствовали коалиционным связям. Существенно было и то, что во главе правой оппозиции стоял Морарджи Десаи — в 1950-х главный министр штата Бомбей, ответственный за расправы с участниками маратхского движения. Однако партия Такерея сыграла заметную роль в предвыборной кампании правой коалиции и победе Бхаратия джаната парти на парламентских выборах 1977 года.

### Власть в Мумбаи
Наибольшего влияния «Шив сена» и лично Бал Такерей достигли к середине 1990-х годов. В 1995 «Шив Сена» в альянсе с БДП одержала победу на выборах в региональный парламент Мумбаи. В 1995—1999 Такерей являлся фактическим главой местного правительства, хотя формально не занимал министерских постов. Именно тогда Бомбей был переименован в Мумбаи — в порядке топографической и общекультурной национализации.
28 июля 1999 года судебное решение отстранило Бала Такерея от каких-либо выборных должностей сроком на шесть лет. Основанием являлись обвинения в подкупе избирателей. Такерей не признал себя виновным. Он по-прежнему выступал с позиций этноконфессионального шовинизма, призывая индусов-маратхи добиваться преимущественных прав на государственные должности.

## Идеолог «индусского Индостана»
Бал Такерей и его партия постоянно обвинялись в разжигании межконфессиональной розни и насилии в отношении индийских мусульман. Особенно крупный масштаб приняли бомбейские погромы в 1992—1993. После 2001 Такерей стал позиционироваться как сила, противостоящая исламистскому терроризму. Он призывал создавать индусские отряды отряды смертников:

Исламский терроризм растёт, и индусский терроризм становится единственным методом борьбы. Нам нужны свои смертники, чтобы защитить Индию.

Призыв встретил отклик среди отставных военных. Националистические боевики организовали патрулирование индо-пакистанской границы. Такерей также призывал к депортации из Индии нелегальных мусульманских иммигрантов и к введению визового режима с Бангладеш.
При этом Такерей отвергал обвинения в разжигании розни и подстрекательстве к расправам:

Я не против каждого мусульманина. Я против тех, кто не подчиняется законам страны, в которой живёт. Таких я считаю предателями. Но мы должны дружить с мусульманами, которые являются частью нашего народа.

Такерей демонстративно солидаризировался с мусульманскими протестами против терактов в Мумбаи 11 июля 2006 года и выразил восхищение ими. Но такого рода высказывания не меняли принципиальной установки Такерея и его партии: «Индостан для индусов!»
В 2008 году Такерей возглавлял кампанию за установление квот госслужбы в Махараштре для коренного населения жителей штата. Эта позиция привела к беспорядкам и столкновениям жителей Мумбаи с выходцами из штата Бихар. Для стабилизации положения потребовалось вмешательство центрального правительства. Представители властей в своих выступлениях приравнивали «Шив сена» к террористическим движениям. «Возмутительное поведение» Такерея привело к расколу в партийном руководстве и отделению делийской организации.

## Против Валентинова дня
Такерей и «Шив сена» вели борьбу не только против коммунизма и ислама, но и против западных культурных влияний, «чуждых индуистским началам». В частности, боевики-националисты нападали на празднующих День святого Валентина. Наибольший резонанс получил инцидент Мумбаи 14 февраля 2006 года. Такерей вынужден были принести извинения за действия своих активистов:

Говорят, что были избиты женщины. Если это действительно произошло, то налицо трусость. Я распорядился, чтобы женщин никогда не подвергали преследованиям и унижениям.

Однако Такерей продолжал выступать против празднования 14 февраля. Этот вопрос имеет для индуистских националистов принципиальную важность.

## Кончина. Политическая значимость
В партии «Шив Сена» так или иначе состояли почти все члены семьи Бала Такерея. В середине 2000-х годов произошёл конфликт между сыном основателя партии Удхавом и племянником Раджем. Лидерство в «Шив Сена» унаследовал Удхав Такерей. Радж Такерей учредил новую партию, идейным авторитетом которой также считается Бал Такерей.
Весть о кончине Бала Такерея привела к закрытию присутственных мест и коммерческих учреждений Мумбаи. Войска и полиция штата были приведены в состояние повышенной боевой готовности. Премьер-министр Индии Манмохан Сингх призвал сохранять спокойствие и отдал должное заслугам Такерея (своего политического противника).
Похороны Бала Такерея 18 ноября 2012 года имели государственный статус. Присутствовали, по разным оценкам, несколько миллионов человек (называются цифры от 1 до 20 миллионов). Отмечалось, что предыдущие похороны официального публичного статуса в Бомбее-Мумбаи проходили в 1920 году, когда скончался национальный герой Индии Бал Тилак.
Бал Такерей считается своего рода «гуру» индийских правонационалистических сил. Среди политиков, выразивших скорбь при его кончине, видное место занимал тогдашний глава правительства штата Гуджарат Нарендра Моди — победитель парламентских выборов 2014 и шестнадцатый премьер-министр Индии.